# Villas d'architecte à Stockholm

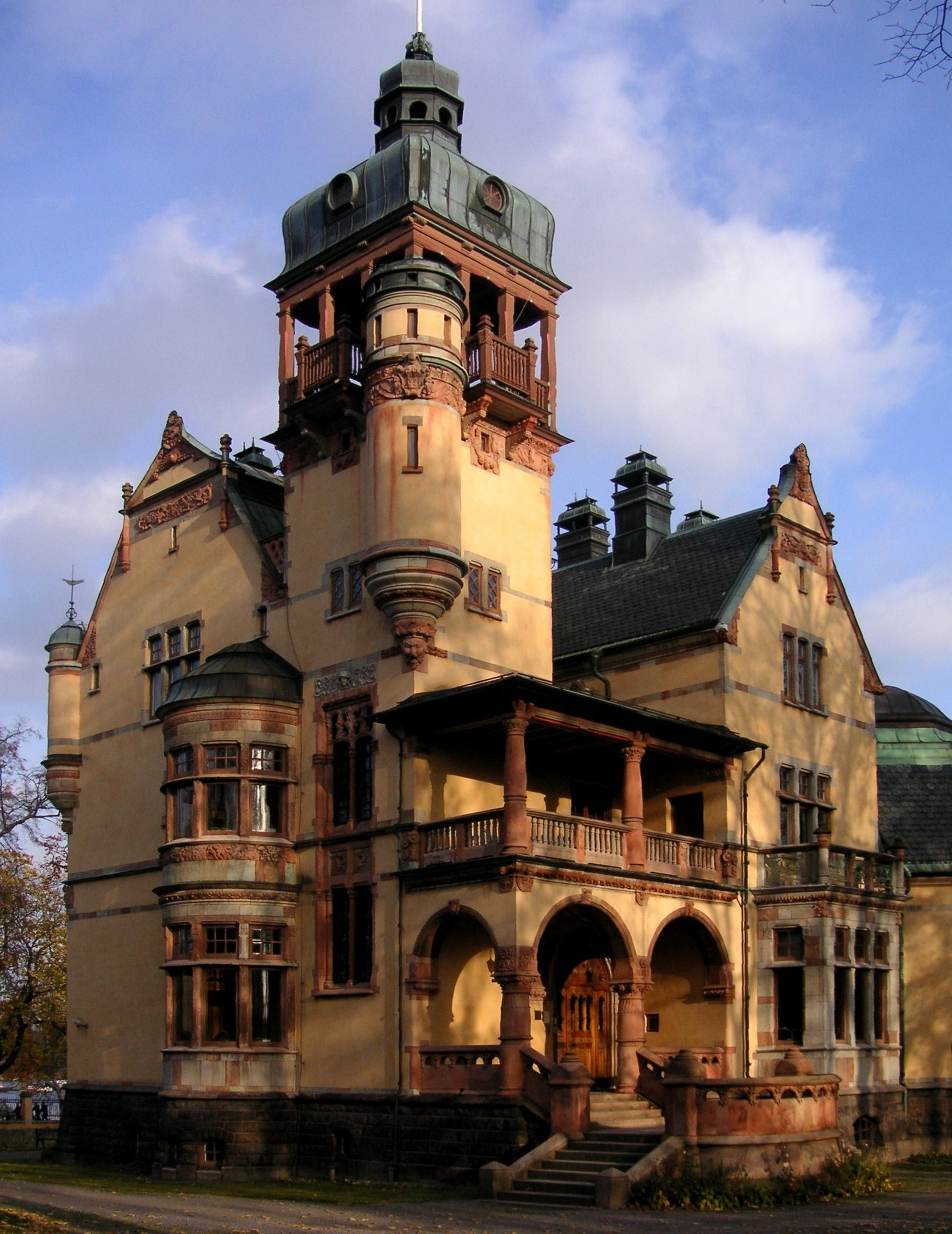
La villa Lusthusporten en octobre 2007.

Cet article présente quelques villas d'architecte situées à Stockholm en Suède. Certains de ces bâtiments sont classés monuments historiques (byggnadsminne).
Le terme villa est celui qui est utilisé en suédois.

## Villa Bonnier
59° 19′ 57″ N, 18° 06′ 16″ E (no 13 rue Nobelgatan)

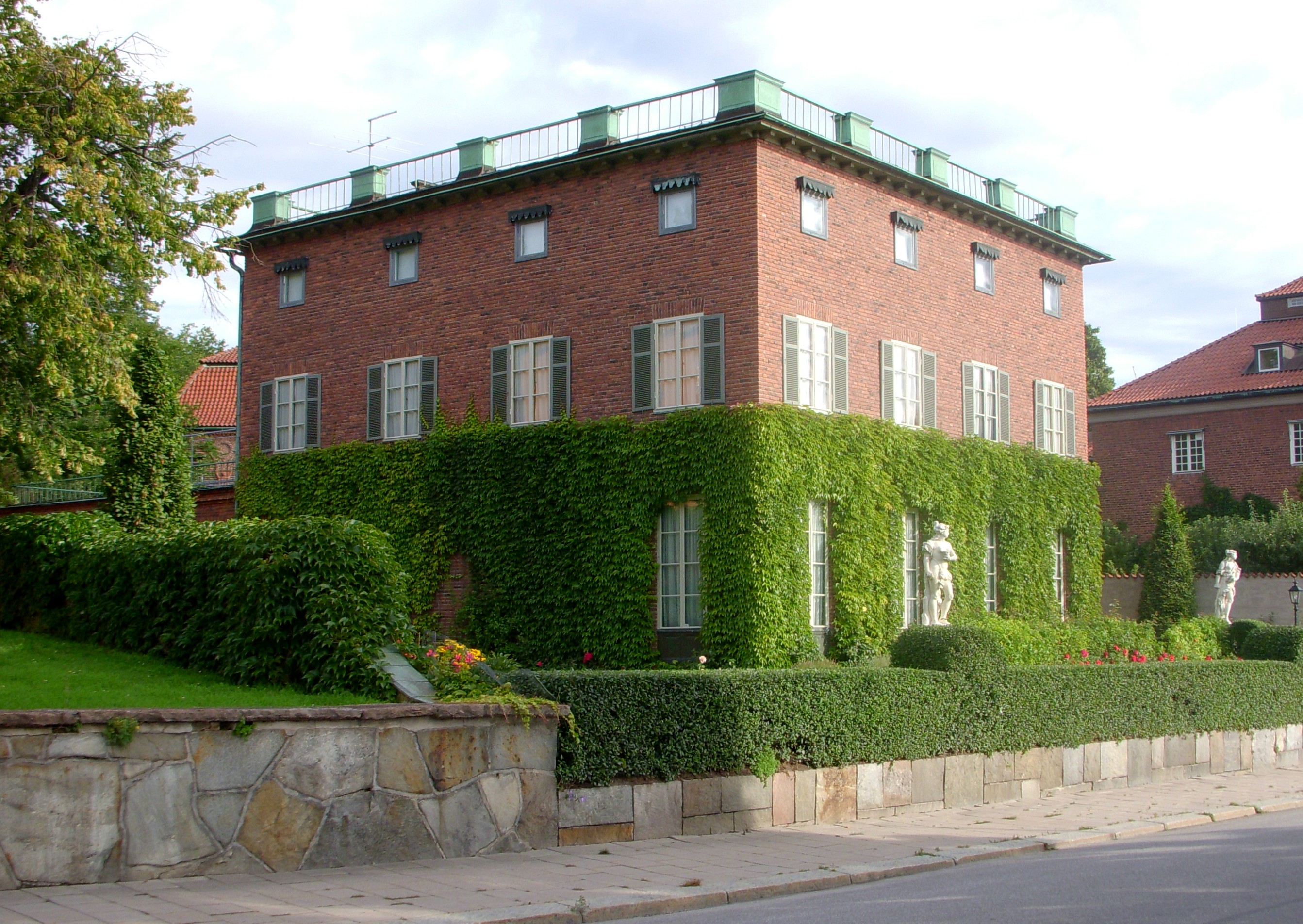
La villa Bonnier en août 2008.

La villa Bonnier est un bâtiment situé dans le quartier de Diplomatstaden. C'est une œuvre de l'architecte Ragnar Östberg construite en 1927 pour l'éditeur Åke Bonnier (1886-1979) et son épouse Eva Bachner (1888-1977). Après la mort du couple, la villa est léguée à l'état suédois en 1981, et elle est aujourd'hui à la disposition du président du parlement et à celle du gouvernement, qui s'en servent comme lieu de réception.
Les façades de la villa sont en briques rouges. Avec sa forme dense et cubique, le bâtiment évoque un château fort. Les ornements extérieurs se limitent à quelques détails de cuivre au-dessus des fenêtres du 2e étage, et à une marquise élaborée au-dessus de l'entrée principale.
Les travaux de la villa Bonnier s'achèvent peu après ceux d'une autre œuvre de Ragnar Östberg, l'hôtel de ville de Stockholm, et l'on ne peut que constater la ressemblance entre les deux bâtiments. Les intérieurs sont en grande partie imaginés par Eva Bachner elle-même, en collaboration avec les artistes Bertil Lybeck, Yngve Berg et Hilding Linnqvist. Les peintures murales sont dues à Isaac Grünewald. Bachner s'inspire des idées de l'époque en provenance des États-Unis, son pays d'origine, tandis que Ragnar Östberg reste en retrait pour ce qui concerne les aménagements intérieurs. Il intervient par contre pour la configuration du jardin, avec l'aide du jardinier-paysagiste Gösta Reuterswärd.
La villa Bonnier est classée monument historique (byggnadsminne).

## Villa Lagercrantz
59° 24′ 42″ N, 18° 05′ 27″ E (no 18 rue Svalnäsvägen)
La Villa Lagercrantz est située dans le quartier de Djursholm à Danderyd, dans la banlieue nord-ouest de Stockholm. Elle est dessinée par l'architecte Elis Benckert pour son cousin, le banquier Gustaf Lagercrantz. L'épouse de Lagercrantz, Elsa, est du reste la fille du fondateur du quartier de Djursholm, Henrik Palme, qui réside à proximité dans la propriété dite Svalnäs.

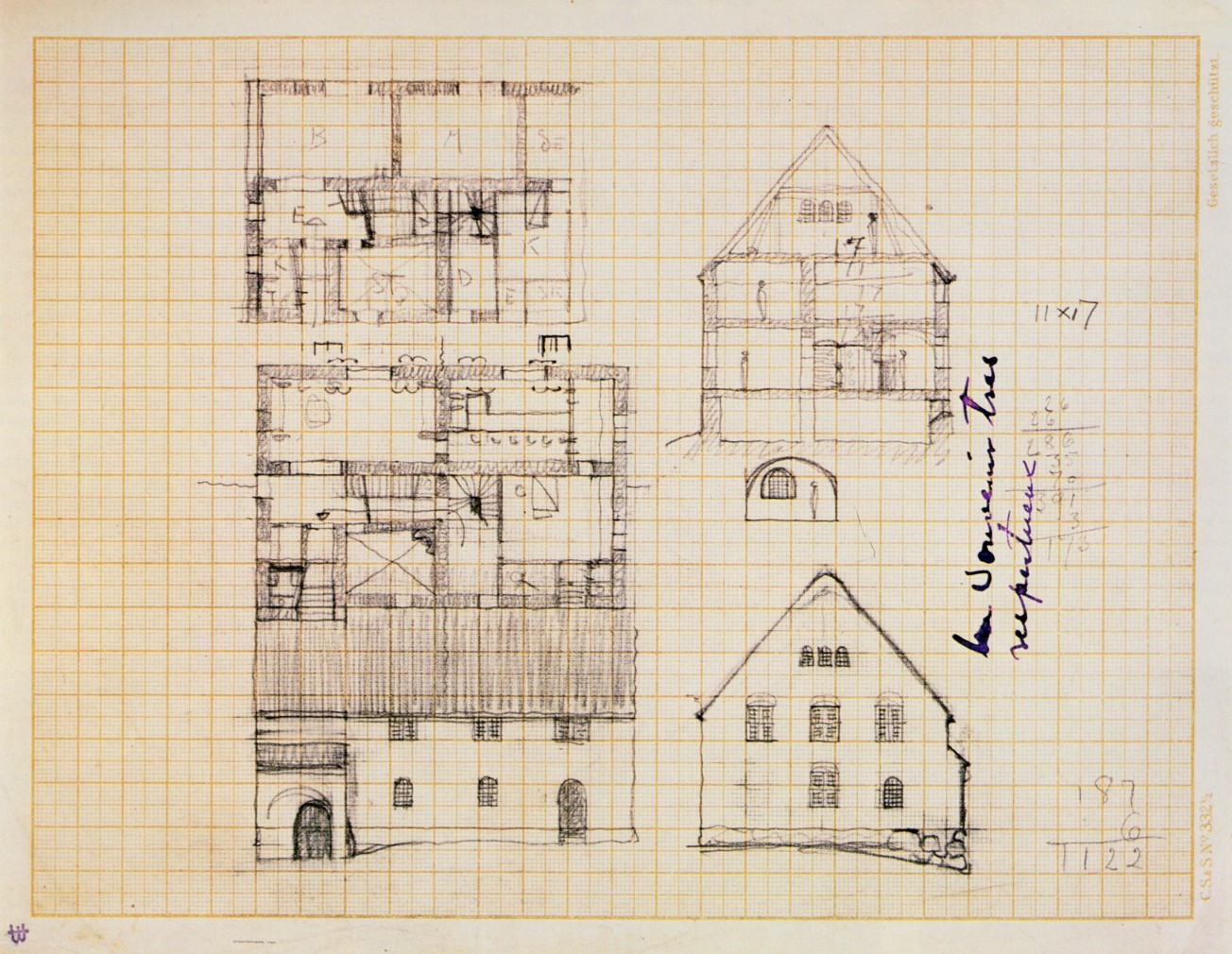
Esquisses d'Elis Benckert.

La villa est construite entre 1905 et 1910, au travers d'une collaboration étroite entre l'architecte et le maître d'ouvrage. Elle se caractérise par une puissance de type médiéval. Les larges murs atteignent par endroits jusqu'à un mètre d'épaisseur, et portes et fenêtres s'y inscrivent en profondeur. Avec son haut toit de tuiles rouges, le bâtiment évoque notamment le château de Glimminge.
On peut deviner l'influence de Ragnar Östberg, dont Benckert a été l'élève. La position du bâtiment sur le terrain est décidée au dernier moment, les plans étant inversés pour donner aux pièces une orientation idéale tant pour des considérations climatiques que pour offrir aux habitants la meilleure vue possible sur leur environnement.
Les plans sont simples, chaque niveau est découpé en quatre parties symétriques. Au rez-de-chaussée, on trouve le séjour, la salle à manger, la cuisine et un petit studio. À l'étage, deux chambres, une petite pièce pour la bonne, une chambre d'ami et la salle de bains. Deux escaliers permettent de se rendre d'un étage à l'autre. Benckert, qui est aussi spécialisé dans la création de meubles, dessine une partie du mobilier.
Ragnar Östberg, qui est de quinze ans l'ainé de Benckert, entreprend en 1910 une revue du bâtiment. Il y écrit entre autres : « ...les murs de chaux blanche, le toit de tuiles rouges, les cheminées et les balcons recouverts de goudron noir, tous contribuent à un effet chromatique obstiné. Les fenêtres, disposées de façon irrégulière le long des façades, donnent l'illusion d'un espace clos, au travers duquel l'appétit de lumière se serait, en des lieux précis, frayé dans l'urgence un passage... ».
En 1923, la villa fait l'objet de travaux d'agrandissement qui accentuent encore son caractère bourgeois. On ajoute en particulier une magnifique salle à manger dont les proportions correspondent au nombre d'or, avec un plafond à caisson haut de 4,4 mètres. La pièce dispose de trois fenêtres, dont une large ouverture donnant sur la mer Baltique. L'ancienne salle à manger est alors un peu agrandie, on y ajoute une cheminée pour en faire un séjour. Quant à l'ancien séjour, il est transformé en bibliothèque. Un peu plus tard, on construit une annexe pour le chauffeur : deux pièces, cuisine et double garage.
La villa est habitée par le couple Lagercrantz, leurs cinq fils Stig, Johan, Eric, Magnus et Bo, une cuisinière, deux bonnes, le chauffeur et sa femme.
En 1977, la famille Lagercrantz revend la résidence à deux familles. Le bâtiment est divisé en une partie « ancienne », composée de 10 pièces, et une partie récente de 8 pièces. Deux parcelles de terrain non bâties sont par ailleurs cédées. Le grenier situé au-dessus de la salle à manger est aménagé. Quelques années plus tard, une nouvelle porte d'entrée est créée dans la partie ancienne du rez-de-chaussée, de façon à finaliser la séparation du bâtiment en deux logements distincts. Une nouvelle parcelle de terrain non bâtie est cédée en 1980. En 1985, on installe un échangeur de chaleur, complété d'un chauffage au fuel pour les jours de grand froid.
La villa est classée monument historique depuis 1979.

## Villa Lusthusporten
59° 19′ 43,25″ N, 18° 05′ 51,18″ E
La Villa Lusthusporten, construite au XIXe siècle, est située au nord de l'île de Djurgården. Le mot Lusthusporten remonte à l'époque lointaine où Djurgården était un domaine de chasse royal. On y accédait alors par des entrées (port), dont l'une était située près d'un pavillon de jardin (lusthus). Au XVIIe siècle, une auberge construite sur les lieux prend le nom de Lusthusporten. Elle est détruite par un incendie en 1869.
En 1873, le grossiste Alfred Brinck obtient la concession du terrain. Il y fait construire une résidence sur des plans de l'architecte Hjalmar Kumlien. Le bâtiment, de style italien austère, constitue le noyau de l'actuelle villa. Pendant l'exposition de Stockholm en 1897, il sert de salle de presse et de poste de police. Il est ensuite vendu au bouchonnier Hjalmar Wicander, qui charge l'architecte Carl Möller de travaux de rénovation et d'agrandissement. La villa prend alors son allure actuelle, mélange des styles néobaroque et Art nouveau, prévalants à l'époque. Plus tard, une partie du terrain est cédée pour la création d'un chemin de promenade le long des rives de la mer Baltique. La propriété est alors entourée d'une clôture métallique.
En 1940, la villa est donnée au musée nordique. Elle abrite aujourd'hui la direction du musée et l'institut d'ethnologie. Le bâtiment est classé monument historique (byggnadsminne) depuis 1971.

## Villa Mittag-Leffler
59° 23′ 45″ N, 18° 05′ 09″ E (no 17 rue Auravägen)

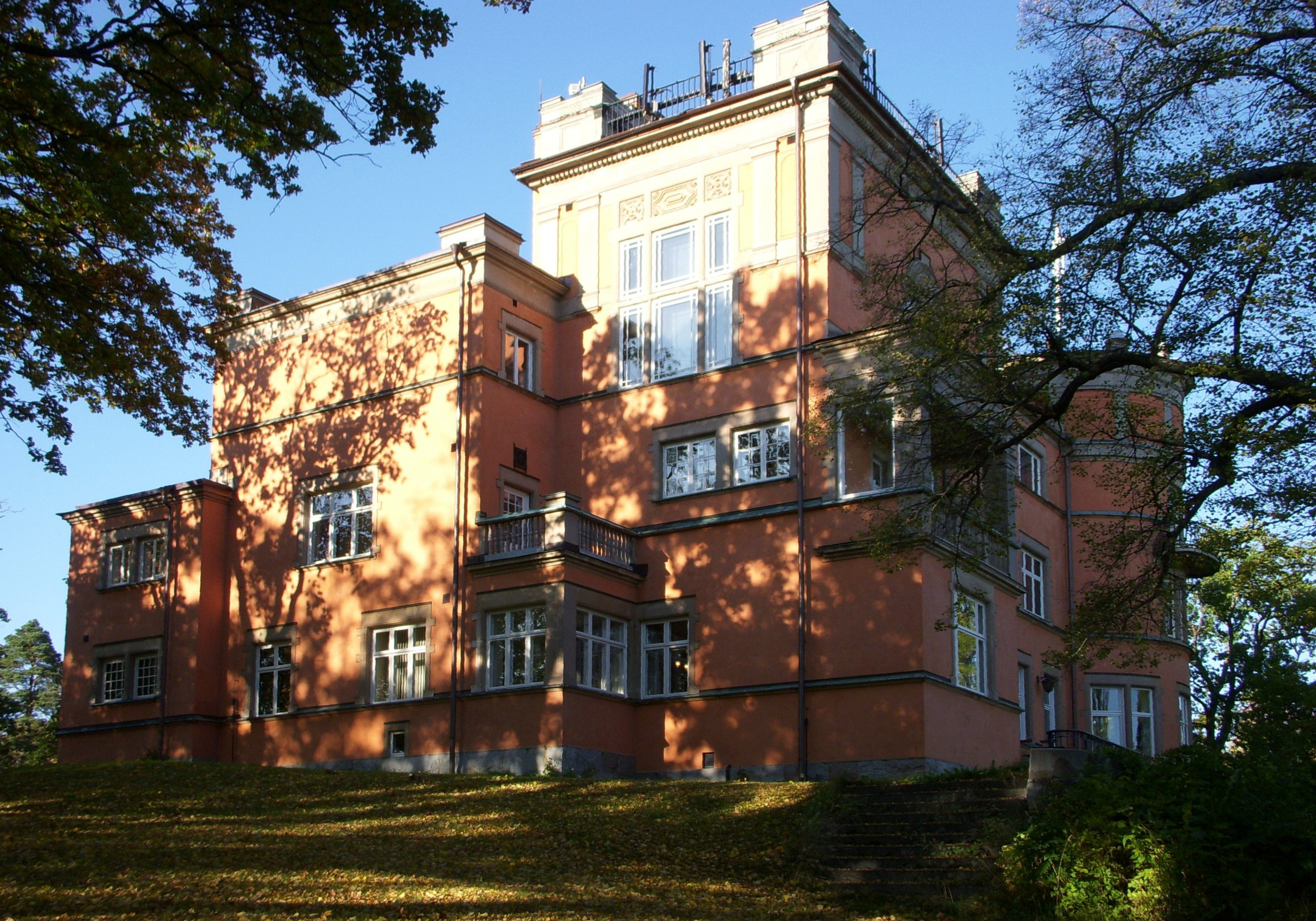
La villa Mittag-Leffler en octobre 2008.

La villa Mittag-Leffler est située dans le quartier de Djursholm à Danderyd, dans la banlieue nord-ouest de Stockholm. Elle a été construite par l'architecte Rudolf Arborelius pour le professeur de mathématiques Gösta Mittag-Leffler.
Lorsque Djursholm devient un quartier résidentiel en 1889, Gösta Mittag-Leffler est l'un des premiers à y faire construire. Érigé sur un terrain de 27 550 m2, le bâtiment d'inspiration néobaroque a des allures de château-fort : il inclut une tour et est orné de créneaux. Les façades sont de couleur ocre tandis que les chambranles, les pilastres et les socles sont constitués de pierres gris clair. En 1906, des travaux d'aménagement et d'agrandissement sont réalisés sous la direction de l'architecte Ferdinand Boberg. Le toit de la tour, qui était à l'origine de forme conique, prend alors sa forme actuelle.
Gösta Mittag-Leffler, qui est marié à la riche héritière Signe Lindfors, vit tel un seigneur en son domaine. Il y organise de nombreuses réceptions, et réunit dans sa bibliothèque une large collection d'ouvrages consacrés aux mathématiques. À leur mort, les époux Mittag-Leffler lèguent tous leurs biens à une fondation, et la villa abrite aujourd'hui un centre de recherche en mathématiques de réputation internationale, l'Institut Mittag-Leffler. Leur fortune, qui est principalement placée en actions, est cependant considérablement réduite lors de la chute de l'empire Kreuger.
Dans l'édition du quotidien Stockholms Dagblad datée du 15 février 1891, le peintre Carl Larsson écrit « Tous les hommes de science devraient pouvoir vivre ainsi – de même que les écrivains, bien entendu. Imaginez pouvoir disposer d'un grand cabinet de travail, d'une riche bibliothèque, d'une vue sur un terrain et sur une pièce d'eau de toute beauté. »

## Villa Myrdal
59° 19′ 56″ N, 17° 57′ 35″ E (no 155 rue Nyängsvägen)

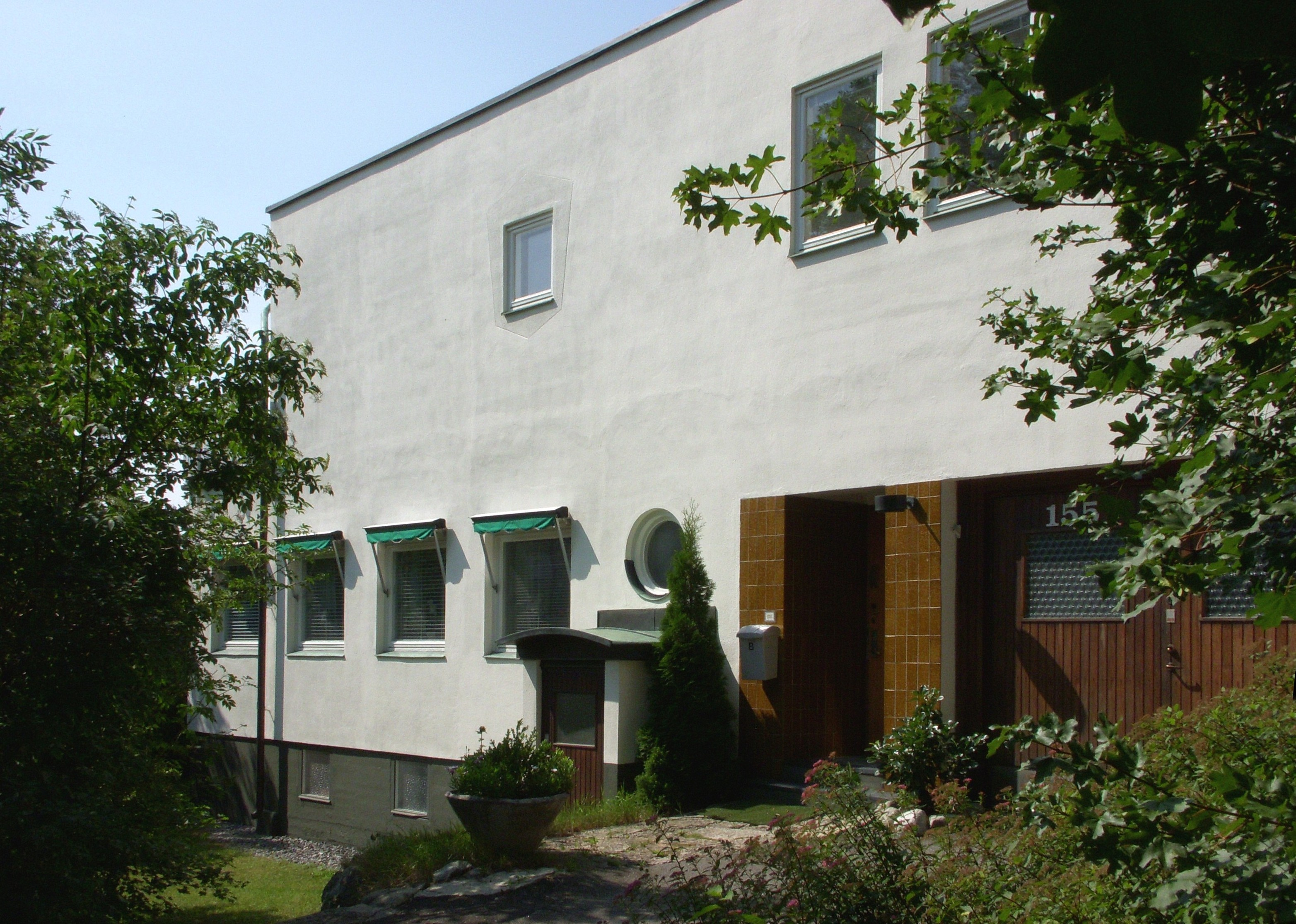
La villa Myrdal en 2010.

La villa Myrdal est située dans le quartier de Stora Mossen à Bromma. Elle doit son nom à ses premiers occupants, les époux Alva et Gunnar Myrdal (tous deux futurs lauréats du prix Nobel). C'est une œuvre de l'architecte Sven Markelius, dessinée en style fonctionnaliste.
C'est en 1937 que Sven Markelius réalise les plans de la villa pour le couple Myrdal, qui compte parmi ses proches amis. Alva Myrdal participe activement à la conception du bâtiment, qui comprend deux niveaux. En bas, on trouve le séjour, la salle à manger, la cuisine, une chambre d'enfant avec un tableau à dessins sur le mur, une chambre pour la baby-sitter et pour la domestique ainsi qu'un certain nombre de rangements et un garage. À l'étage sont situés une salle de travail commune, la chambre des parents avec salle de bain attenante et une grande terrasse. Il est possible de séparer la chambre des parents à l'aide d'une cloison amovible entre les lits, ce qui fait les choux gras de la presse de l'époque.
L'acoustique des lieux se révèle tout à fait particulière. Jan Myrdal, fils des époux Myrdal, raconte qu'il lui était possible de participer aux conversations de ses parents lorsque ceux-ci se trouvaient dans la salle de travail à l'étage, alors que lui-même se tenait au niveau inférieur. « L'acoustique avait ceci de remarquable qu'en me positionnant tout contre le mur, là où l'entrée faisait place au séjour, je pouvais entendre tous les murmures provenant de l'étage comme s'ils étaient prononcés juste derrière mon oreille. »
Les façades du bâtiment sont peintes en blancs et sont dominées par deux cheminées de pierres et par un oriel fait de vitres et de lamelles de bois. La terrasse est entourée d'un long garde-corps semblable à un bastingage qui lui donne l'allure d'un pont de navire. Les enfants s'en servent de terrain de jeu. En 1937, la propriété n'est pas délimitée par une clôture, et les enfants du voisinage sont les bienvenus dans le vaste jardin.

## Villa Pauli
59° 23′ 34,81″ N, 18° 05′ 32,41″ E (no 19 rue Strandvägen)

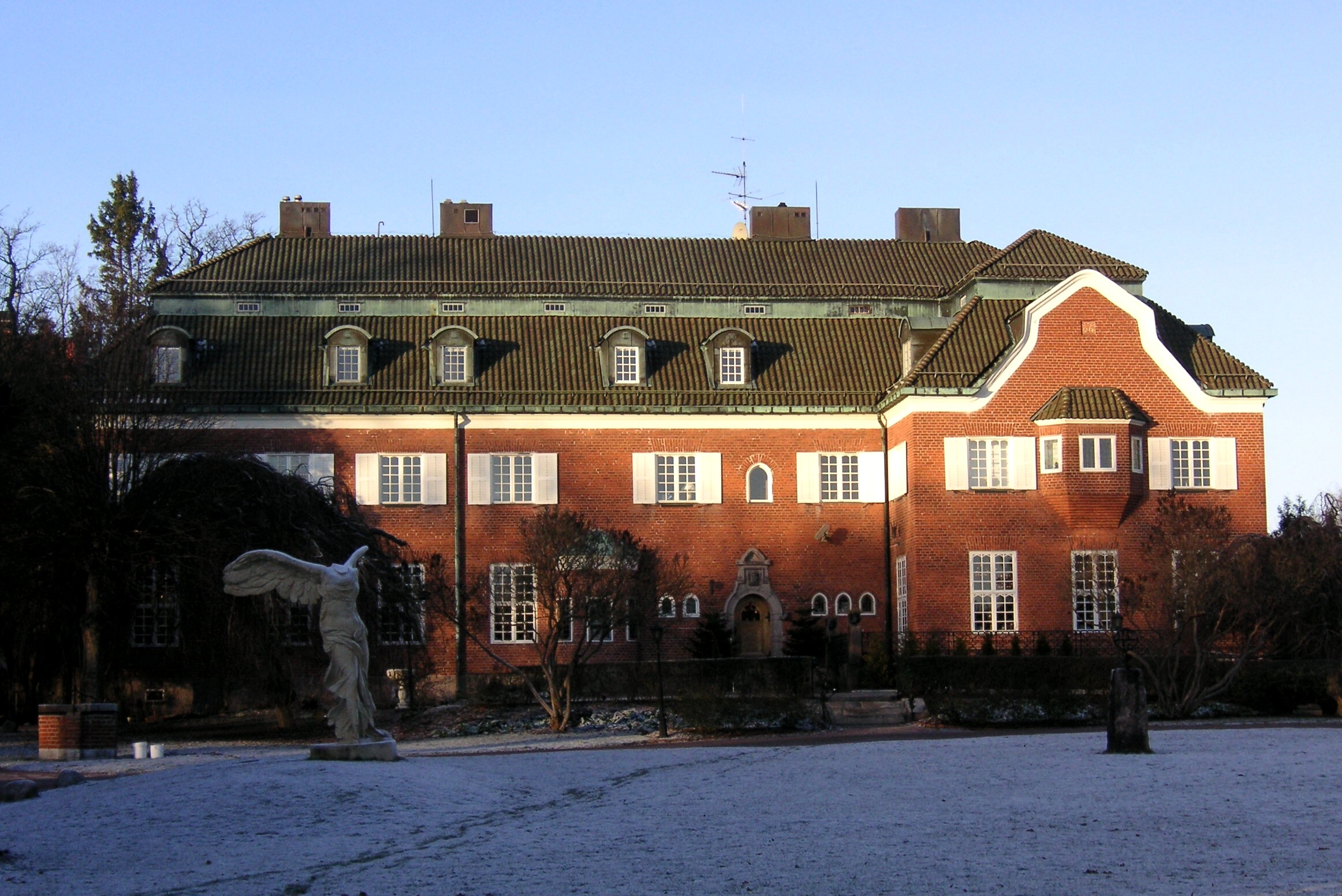
La villa Pauli en décembre 2007.

La villa Pauli est située dans le quartier de Djursholm à Danderyd, dans la banlieue nord-ouest de Stockholm. Elle a été construite en 1907 sur des plans de l'architecte Ragnar Östberg. Le maître d'ouvrage en est Anna Pauli, épouse d'Albert Pauli et fille de Johan Wilhelm Smitt, homme d'affaires richissime dont elle a hérité la fortune. Smitt était notamment l'un des partenaires d'Alfred Nobel pour sa fabrique de nitroglycérine. Il a aussi participé à hauteur de 100 000 couronnes à la création de l'université de Stockholm.
L'austère bâtiment de brique dispose d'une annexe pour chauffeur et bénéficie d'une vue dégagée sur la mer Baltique. Le rez-de-chaussée est occupé par de vastes salles de réception dominées par un large escalier. La salle à manger émerge à la manière d'un second bâtiment sur le côté du frontispice. La villa est conçue pour accueillir les larges fêtes et réceptions que les époux Pauli organisent régulièrement au début du XXe siècle. De nombreux détails donnent aux lieux leur caractère distinctif. On y trouve entre autres des décorations signées du sculpteur Carl Eldh et de l'artiste Georg Pauli, le demi-frère d'Albert. Sur le mur du grand salon, situé au rez-de-chaussée, Georg Pauli peint notamment une fresque intitulée Åldrar och Årstider (Âges et Saisons) qui représente avec piquant la famille Pauli à diverses périodes de l'année.
Depuis 1986, la villa Pauli abrite un club privé qui inclut un restaurant gastronomique, des salles de réception, de séminaire, et un hôtel. Le bâtiment fait l'objet d'une protection partielle au titre de la protection du patrimoine.

## Villa Tallom
59° 22′ 58″ N, 18° 04′ 11″ E (no 9 rue Gårdsvägen)

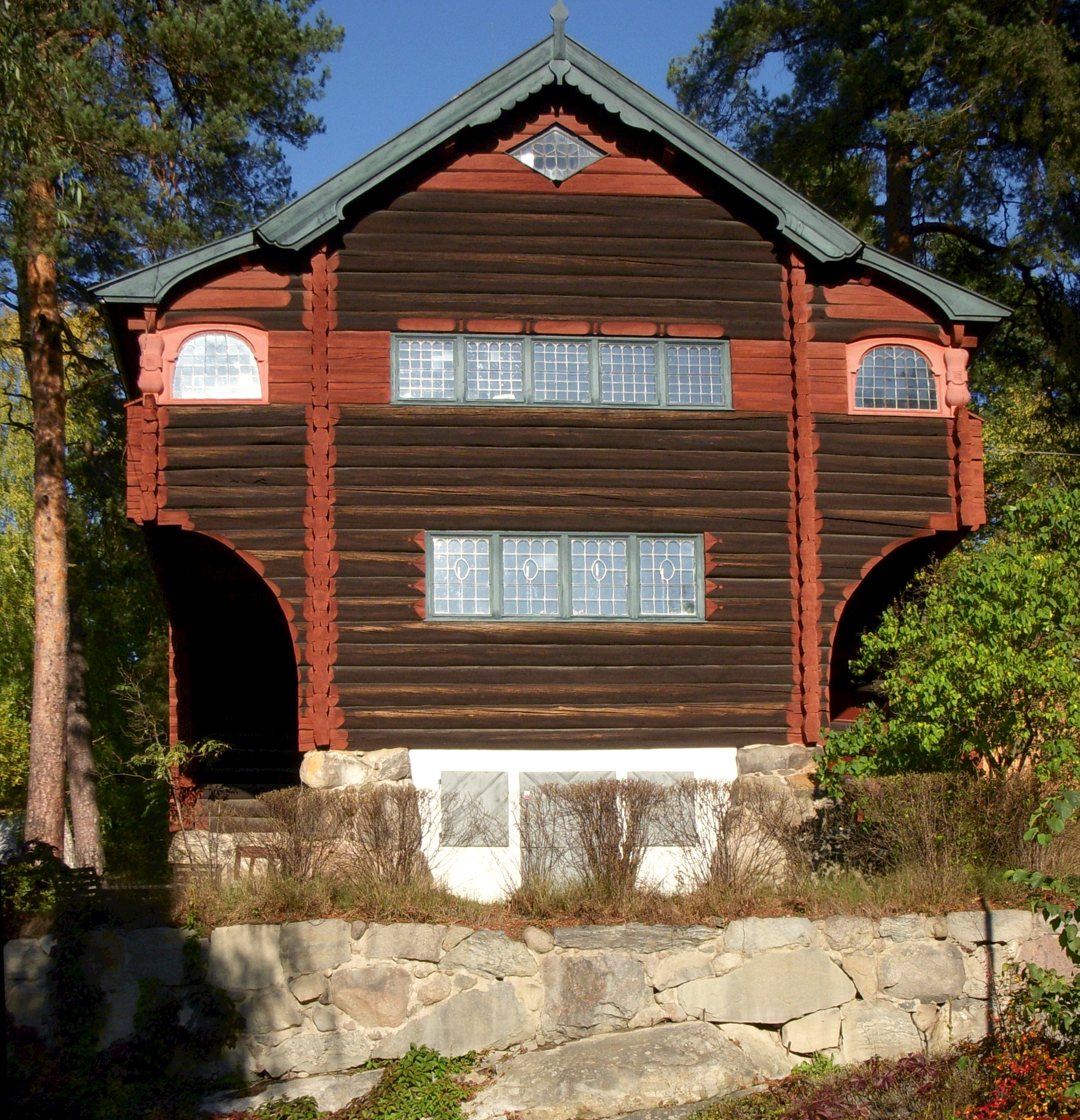
La villa Tallom en octobre 2008.

La Villa Tallom est située à Stocksund, un quartier résidentiel de la banlieue nord de Stockholm. Elle a été construite entre 1904 et 1906 par l'architecte Lars Israel Wahlman pour son usage privé. C'est une construction en bois qui s'inspire des maisons rurales traditionnelles suédoises. Elle est considérée comme un exemple typique d'architecture nationale romantique du début du XXe siècle.
Wahlman, qui a étudié les techniques traditionnelles de construction en bois à l'institut royal de technologie de Stockholm, met ses connaissances en pratique pour la réalisation de sa villa.
Les façades sont constituées de bois massif, la longueur maximale des rondins déterminant la taille des pièces à l'intérieur du bâtiment. À l'extérieur, les rondins sont couverts de goudron de pin, tandis que les angles des façades et les contours des fenêtres sont peints de façon classique en rouge de Falun. Les rives du toit sont de couleur bleu-vert, de même que les fenêtres, dont les résilles délimitent des carreaux en forme de losanges, de cœurs ou de carrés. La villa est composée d'un bâtiment principal lié à une annexe par un passage bas. Dans le corps de logis, on trouve la "cabane", avec en son centre une cheminée et une cuisinière autour desquelles sont disposées la salle à manger, la chambre à coucher, la cuisine et la chambre de bonne. L'annexe quant à elle abrite l'atelier de l'architecte. C'est là qu'il dessine entre autres la tour Cedergren, qui sera érigée dans le parc Cedergren tout proche.
Le villa Tallom est classée monument historique (byggnadsminne) depuis 1979.

## Villa Yngve Larsson
59° 18′ 34,33″ N, 18° 10′ 06,77″ E (no 201 rue Värmdövägen)

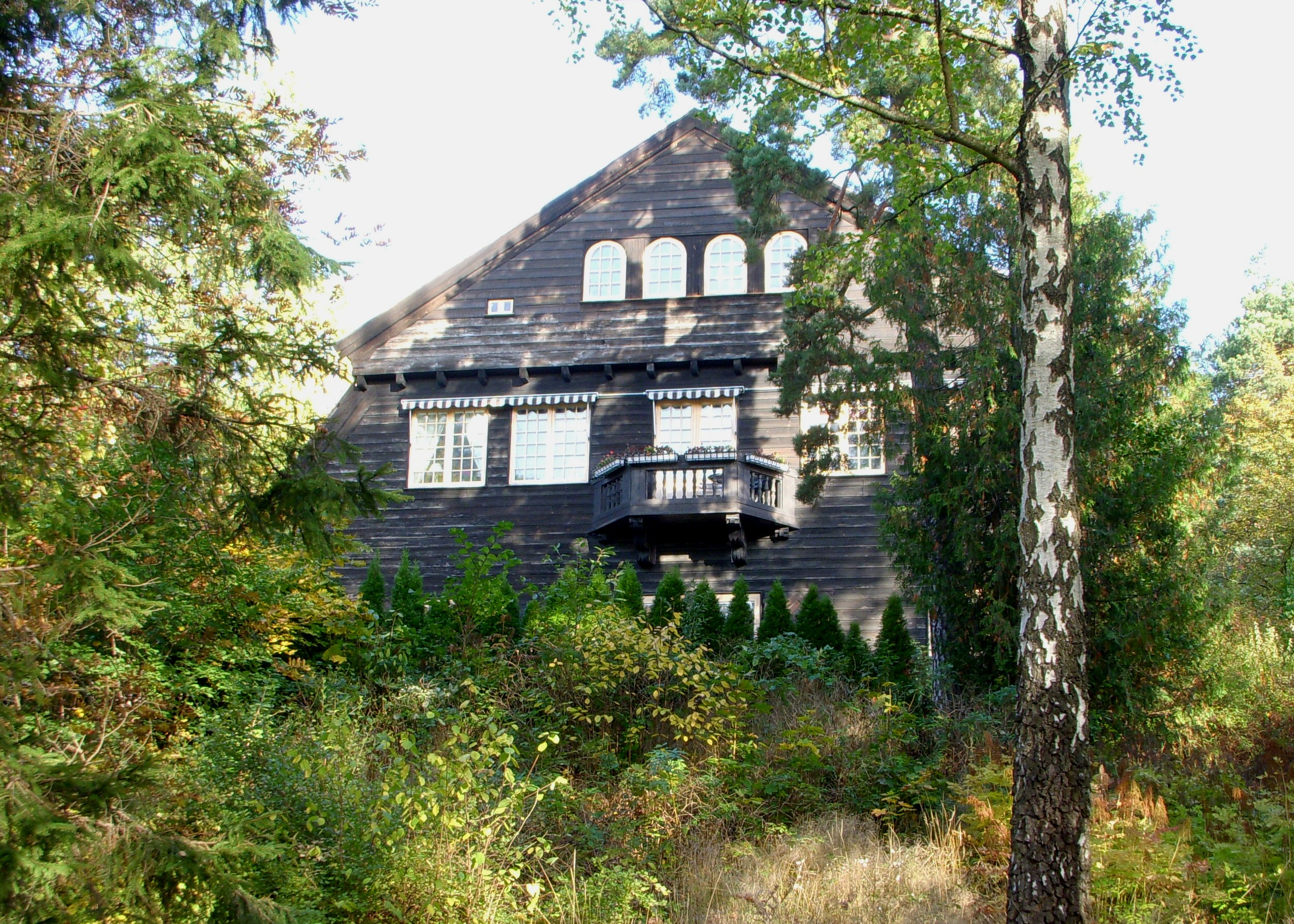
La villa Yngve-Larsson en 2008.

La villa Yngve Larsson est située dans le quartier de Storängen à Nacka, dans la banlieue sud-ouest de Stockholm. C'est une œuvre de l'architecte Ragnar Östberg, construite en 1907 pour le futur adjoint au maire Yngve Larsson, son épouse Elin (née Bonnier), et leurs enfants.
La villa Yngve Larsson est l'une des plus significatives des nombreuses villas d'architecte du quartier de Storängen. Elle est érigée tout en haut d'une colline orientée au sud, et donne sur la rue Värmdövägen, qui à l'époque était bien moins fréquentée qu'aujourd'hui. À l'extérieur, la villa est sur certains points d'inspiration américaine. Le pignon, situé côté sud, est aussi la façade la plus longue du bâtiment, une caractéristique architecturale inhabituelle pour Östberg.
La façade est constituée de rondins horizontaux, enduits de goudron de pin, les fenêtres sont découpées en petits carreaux et le toit est formé d'une partie fortement pentue en bas et d'une partie plus légèrement inclinée en haut. Les combles s'avancent de quelques centimètres au sommet de la façade. Les fondations sont quant à elles constituées de larges blocs de granit non taillés. Tous ces détails donnent au bâtiment un aspect particulièrement rustique, ancré dans l'air du temps marqué par le nationalisme romantique, où l'on considère les matériaux naturels comme le meilleur mode d'expression.
Les plans se distinguent toutefois de l'idéal de l'époque, selon lequel les espaces communs doivent être situés au rez-de-chaussée, et les chambres à l'étage. À la demande du maître d'ouvrage, Östberg inverse en effet la distribution. Le hall d'entrée donne sur une large chambre à coucher, deux chambres d'enfant, une chambre de bonne, une salle de bain et deux toilettes. À l'étage, on retrouve un large séjour et une salle à manger côté sud, et la cuisine et le garde-manger côté nord. Sous les combles, on aménage un cabinet de travail et quelques chambres d'ami.
La famille Larsson ne profite qu'un an ou deux de la villa. Dès 1910, elle emménage à Djurgården dans une autre demeure, la villa Mullberget, située à proximité de Nedre Manilla, la résidence des parents Bonnier. C'est là encore Ragnar Östberg qui est à l'origine des deux propriétés.